# Große Militärparade Chiles

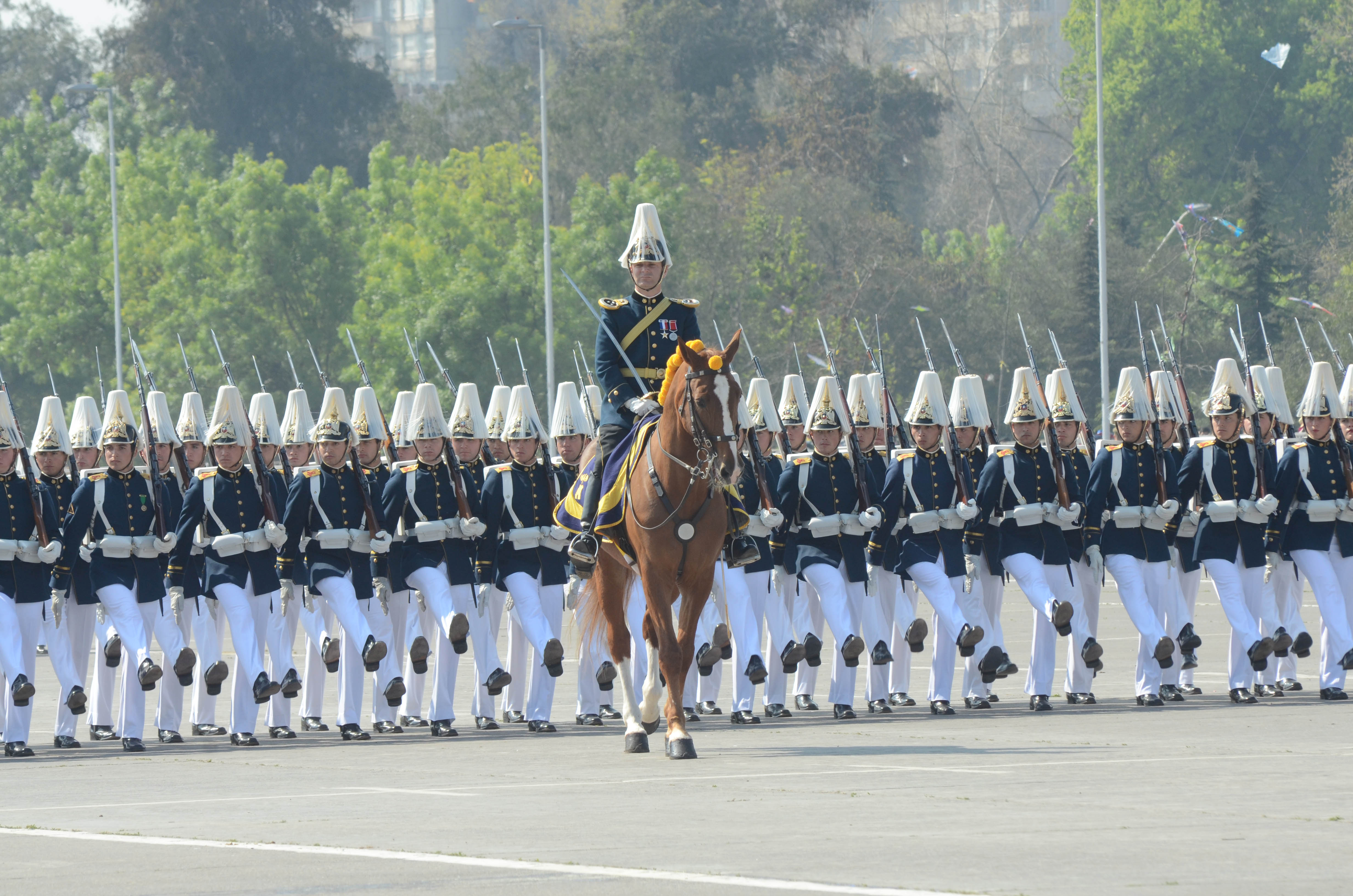
Chilenische Soldaten paradieren mit weißer Federbüsche

Die Große Militärparade Chiles (span. Gran Parada Militar de Chile) ist eine jährliche Militärzeremonie, die jedes Jahr am 19. September auf der Esplanade des O’Higgins Parks im Rahmen der chilenischen Nationalfeiertage stattfindet, den Feierlichkeiten zur Unabhängigkeit des Landes vom spanischen Kolonialreich seit dem 18. September 1810. Es handelt sich um einen Staatsakt unter Vorsitz des Präsidenten der Republik, der in seiner Position als Staats- und Regierungschef auch als Oberbefehlshaber der chilenischen Streitkräfte fungiert. Gemeinsam mit ihm leitet der Verteidigungsminister die Veranstaltung. Die Parade wird seit 1819 informell gefeiert, offiziell wurde sie 1832 eingeführt, doch erst 1915 wurde die Feier des „Tages der Herrlichkeiten der Armee“ gesetzlich verankert.

## Zeremonie
Der Präsident reist im Präsidentenauto Ford Galaxie, das für offizielle Veranstaltungen genutzt wird, vom Präsidentenpalast La Moneda zum O’Higgins Park und wird von verschiedenen Militäreinheiten sowie der Präsidenteneskorte begleitet. 1827 gründete die chilenische Armee das Präsidenten-Eskortenregiment Nr. 1 „Granaderos“, eine Militäreinheit, die sich auf die Leibwache des Präsidenten spezialisierte. Die Zeremonie beginnt mit einer Parade der Kadetten und angehenden Offiziere der Armee, der Marine, der Luftwaffe und der uniformierten Polizei Carabineros de Chile. Die anwesenden Instrumentalbands spielen die chilenische Nationalhymne, während der Präsident der Republik in Begleitung des Verteidigungsministers die Einheiten begutachtet. Anschließend sitzt der Präsident zusammen mit anderen hochrangigen politischen, militärischen und kirchlichen Autoritäten des Landes in der Präsidentenloge. Als protokollarischer Akt zum offiziellen Beginn der Großen Militärparade nähert sich ein hochrangiger berittener Armeeoffizier der Präsidentenloge und bittet lautstark um die Genehmigung des Präsidenten. Seit 1952 tanzt eine folkloristische Gruppe von „Huasos“ eine Runde Cueca, den chilenischen Nationaltanz, und bietet dem Präsidenten einen Trinkspruch aus Trauben-Chicha an, der in einem Kuh- oder Stierhorn serviert wird.

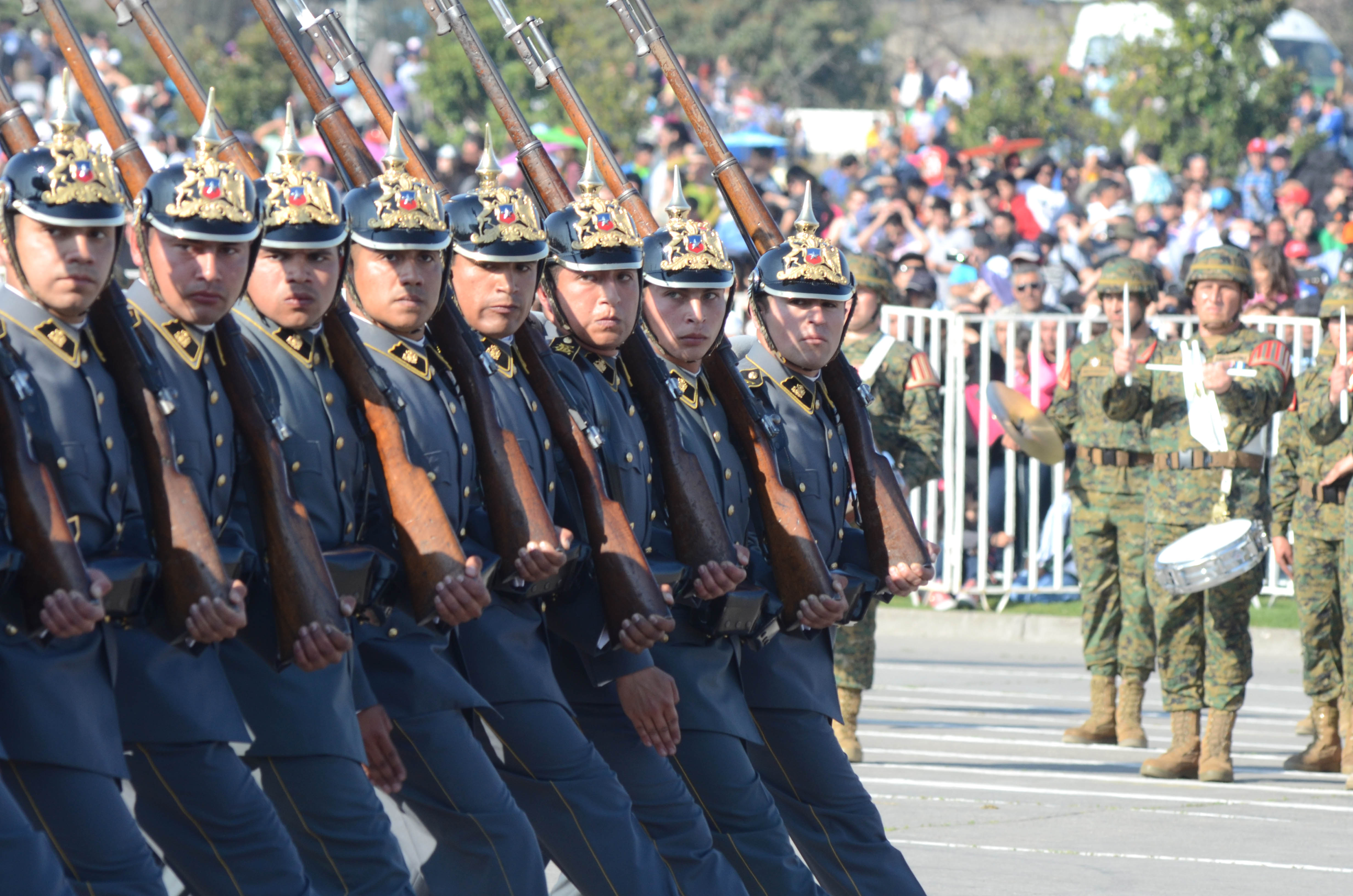
Soldaten der chilenischen Armee mit Pickelhauben paradieren bei der Großen Militärparade 2014

Die Teilnehmerzahl variiert jedes Jahr je nach Budget und verfügbaren Militäreinheiten. Neben den Soldateneinheiten paradieren auch Militär- und Polizeifahrzeuge, berittene Einheiten sowie Lufteinheiten. Die Hundeeinheiten erfreuen sich großer Beliebtheit, wobei die Hundetrainingseinheit der Carabineros mit der Parade der sorgfältig in Spezialrucksäcken transportierten Welpen die meiste Aufmerksamkeit auf sich zieht.

## Preußischer Einfluss
Nach dem Sieg Chiles im Salpeterkrieg durchliefen die chilenischen Streitkräfte zwischen dem Ende des 19. und dem Beginn des 20. Jahrhunderts einen Umstrukturierungsprozess namens „Preußisierung“, der von dem preußischen Offizier Emil Körner geleitet wurde. Bis heute lassen sich in der Militärparade unterschiedliche Elemente der preußischen Militärtradition beobachten, etwa die Uniformen der Soldaten und die Interpretation von Militärmärschen germanischen Ursprungs, etwa dem Radetzky-Marsch, der militarisierten Version von Lili Marleen, Der gute Kamerad, unter anderem. Zu dieser Zeit wurde der Paradeschritt eingeführt und erlangte dadurch weite Verbreitung bei Militärparaden in Lateinamerika.

## Galerie

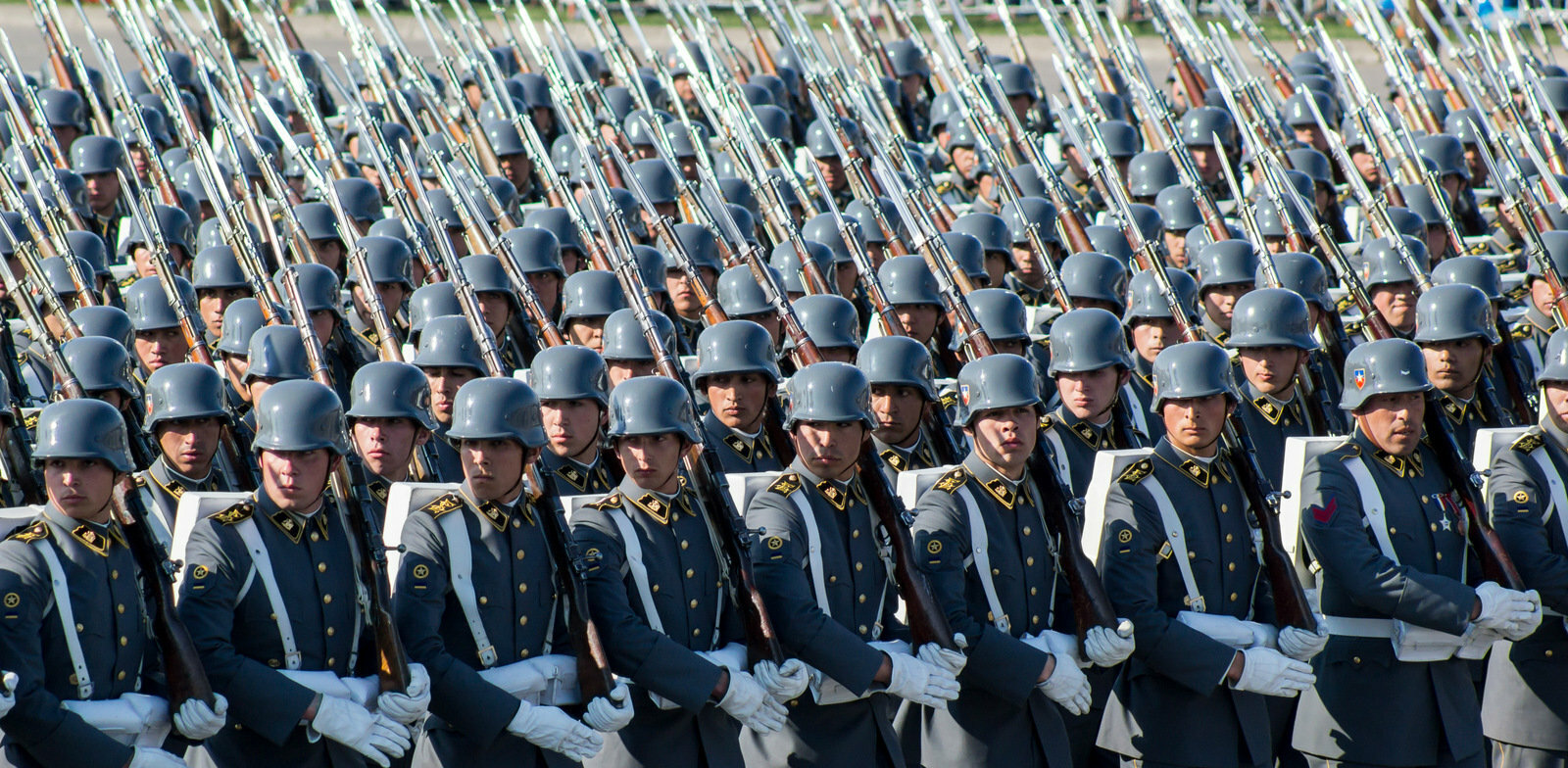
Kadetten der Unteroffiziersschule der chilenischen Armee
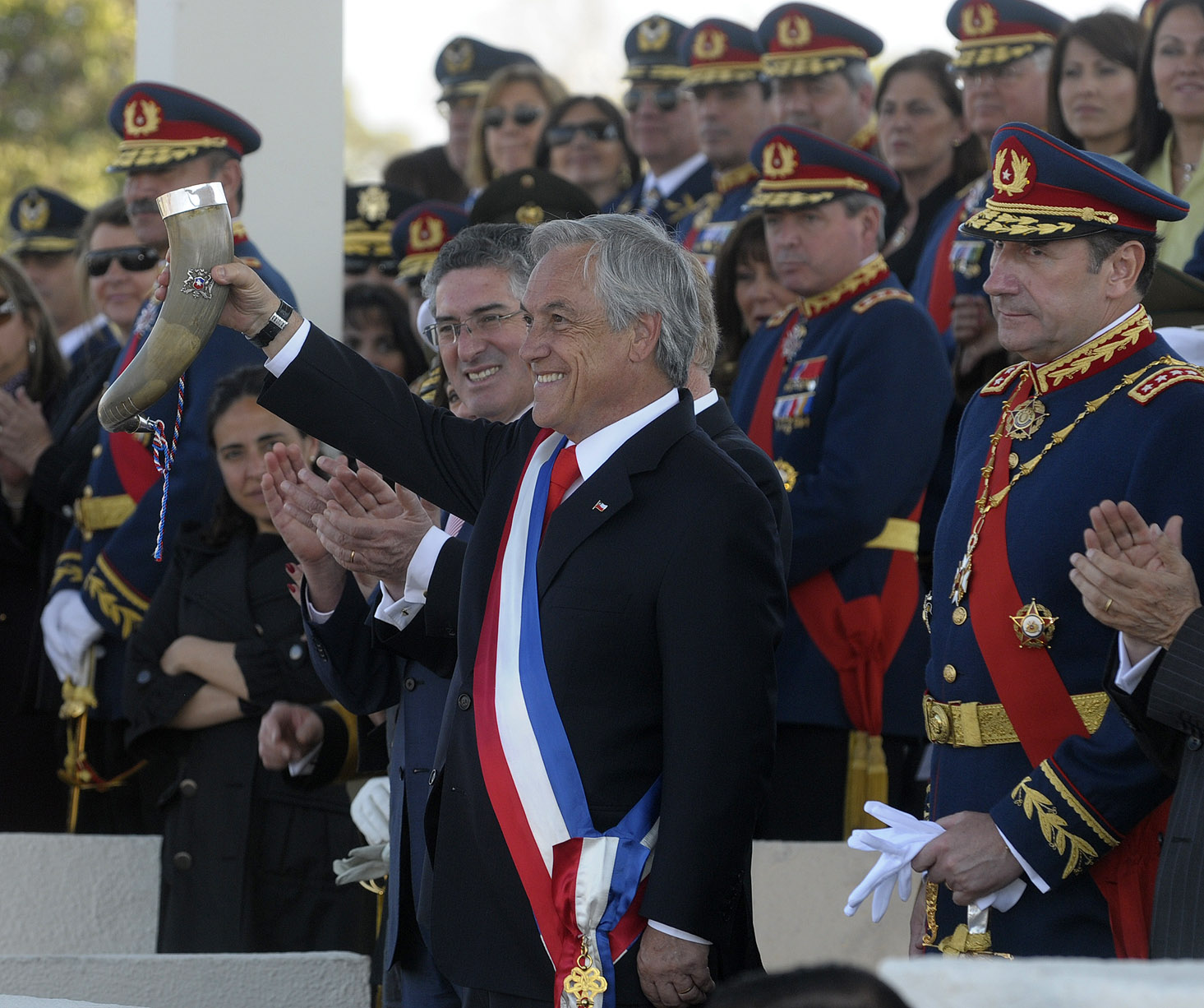
Präsident Sebastián Piñera erhält das Stierhorn mit Chicha als Trinkspruch zu seinen Ehren (2010)
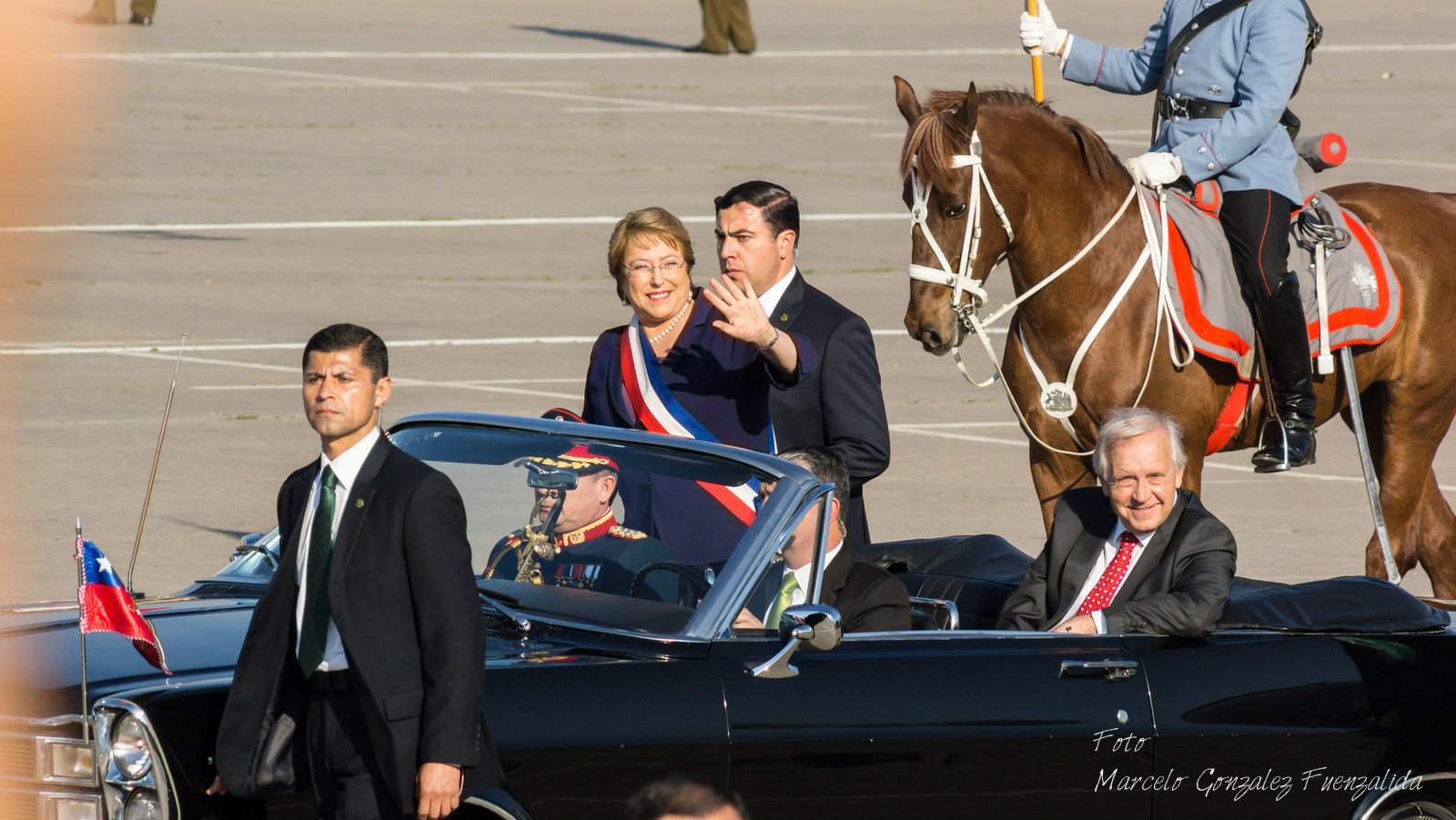
Präsidentin Michelle Bachelet kommt im Präsidentenauto am O’Higgins Park an (2014)
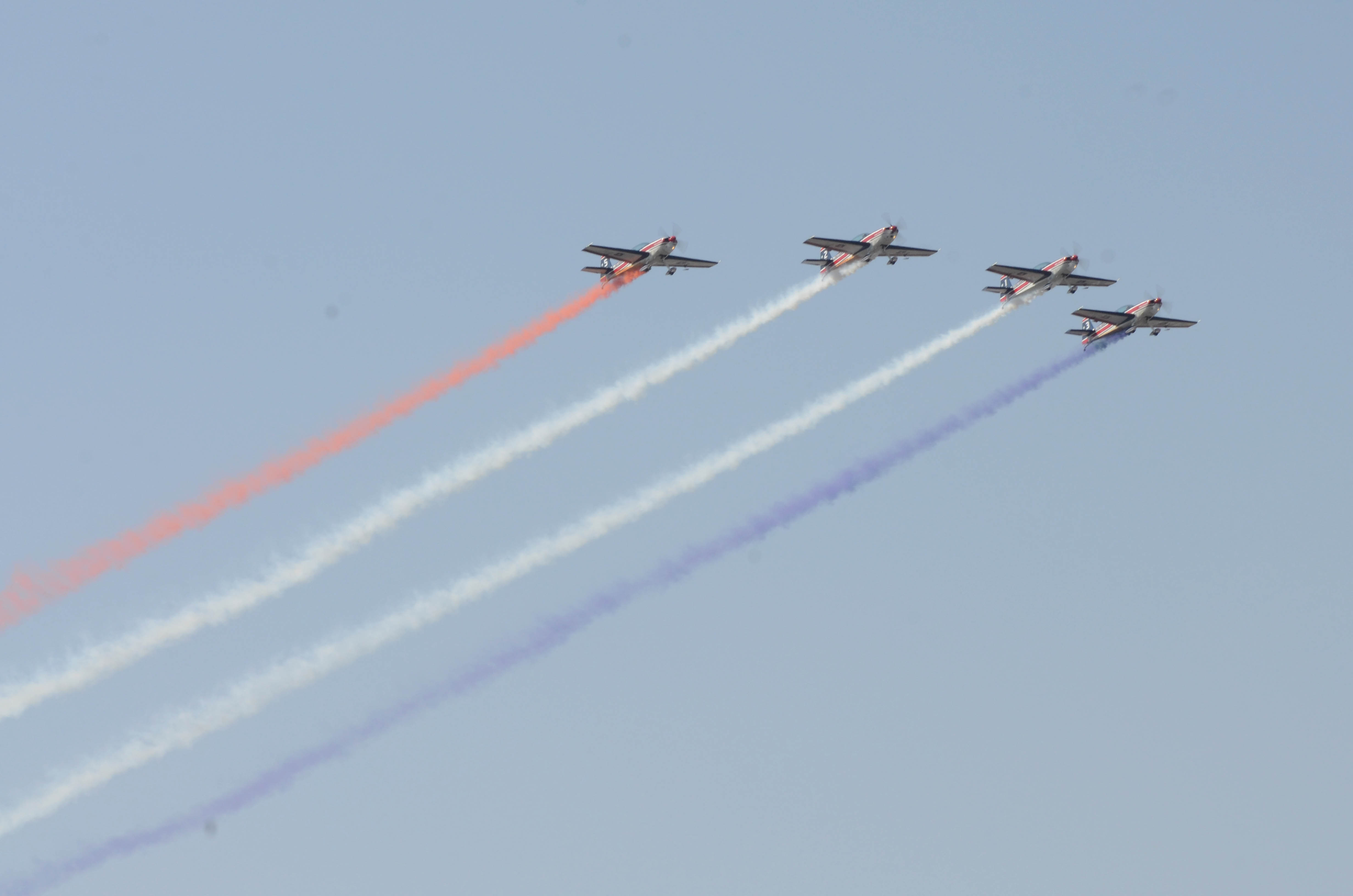
Hohes Akrobatikgeschwader „Halcones“ (Kunstflug) der chilenischen Luftwaffe hinterlässt eine Spur aus weiß-blau-rotem Trikolore-Rauch
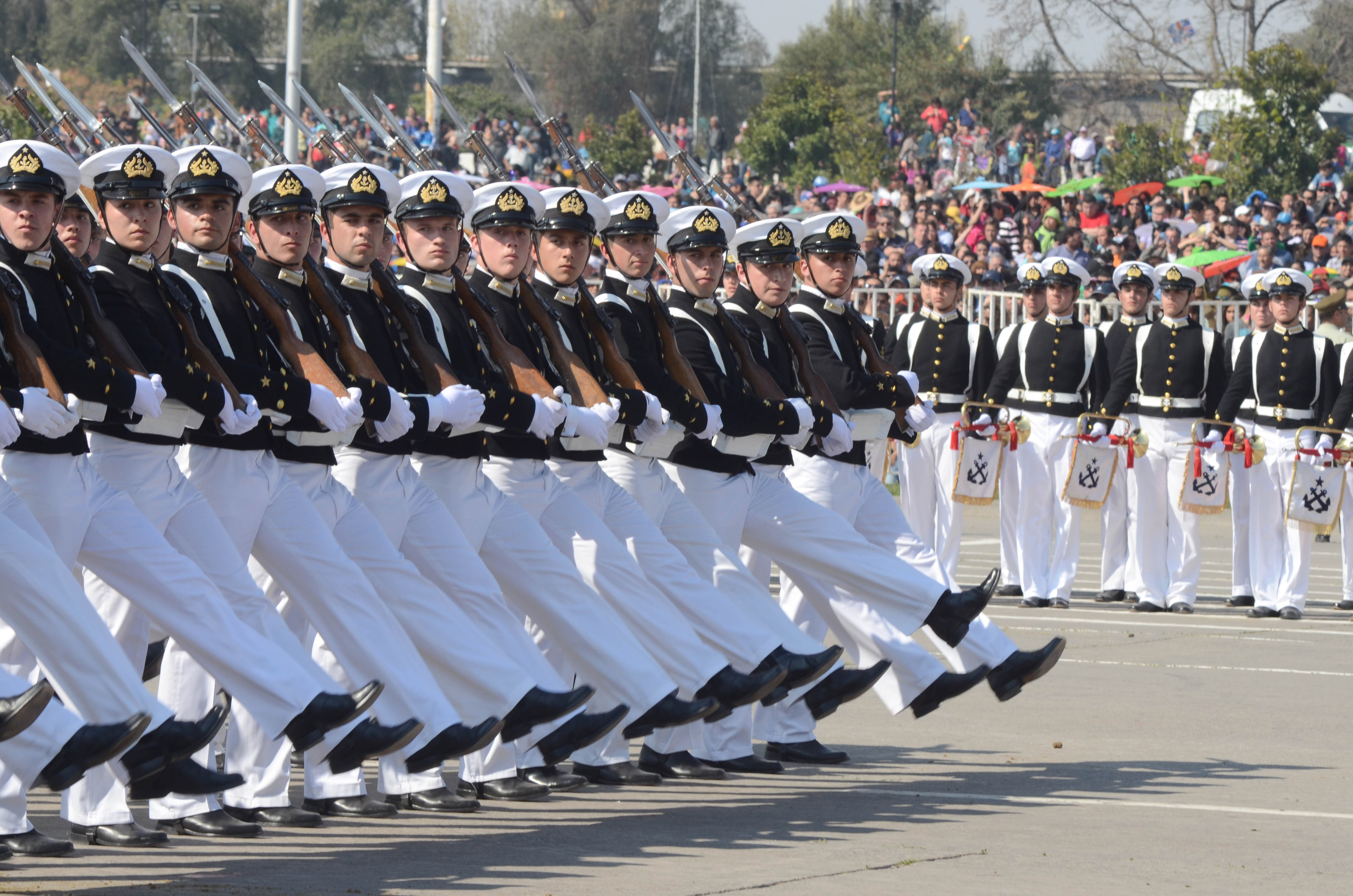
Marinekadetten der Marineakademie
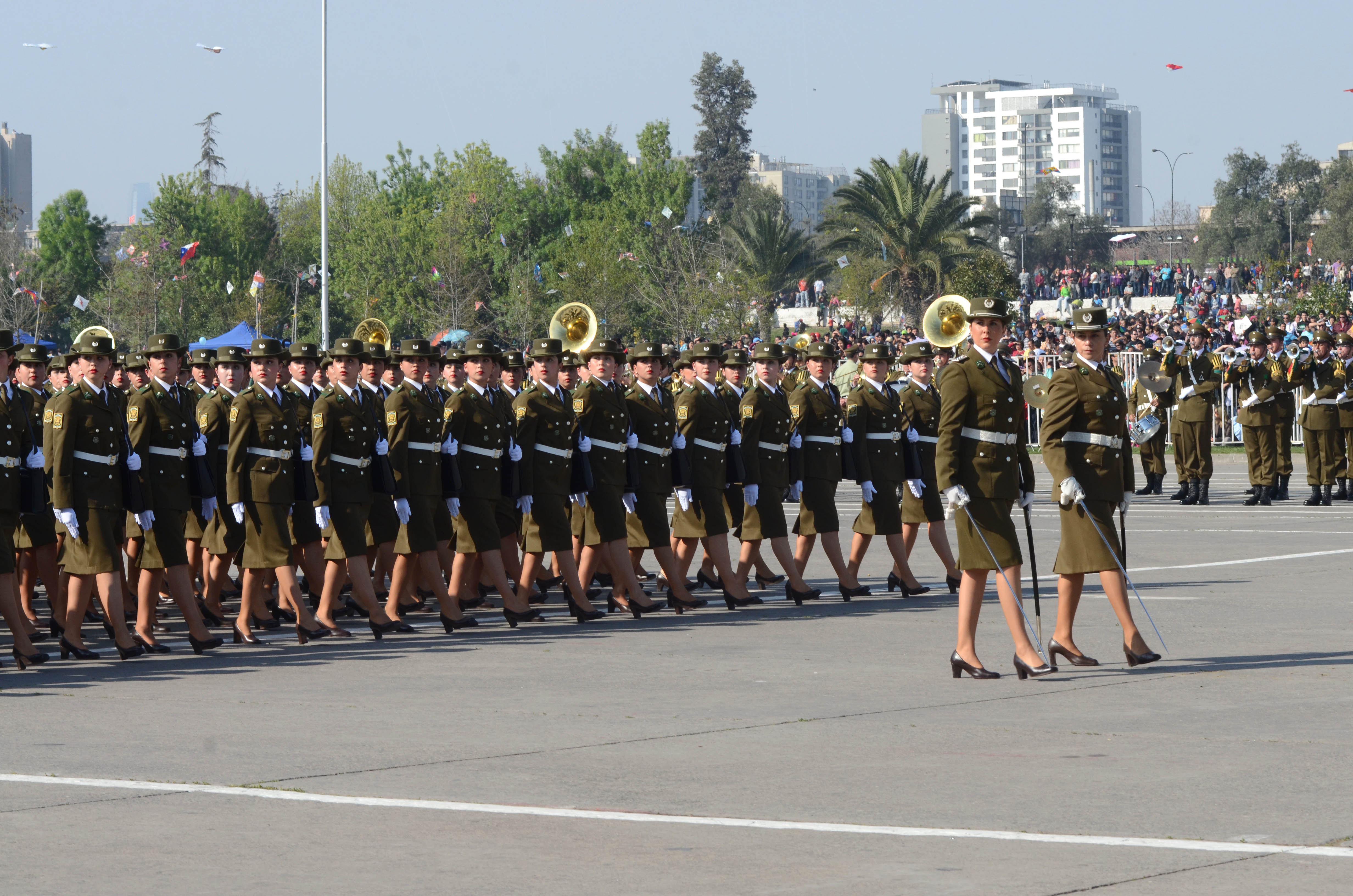
Frauenbataillon der Carabineros-Schule